# (12688) Baekeland
(12688) Baekeland est un astéroïde de la ceinture principale.

## Description
(12688) Baekeland est un astéroïde de la ceinture principale. Il fut découvert le 13 février 1988 à La Silla par Eric Walter Elst. Il présente une orbite caractérisée par un demi-grand axe de 2,69 UA, une excentricité de 0,16 et une inclinaison de 12,1° par rapport à l'écliptique.

## Compléments